# Rhabdopygus
Rhabdopygus is een geslacht van hooiwagens uit de familie Assamiidae.
De wetenschappelijke naam Rhabdopygus is voor het eerst geldig gepubliceerd door Roewer in 1912. 

## Soorten
Rhabdopygus omvat de volgende 6 soorten:
- Rhabdopygus benoiti
- Rhabdopygus fuscus
- Rhabdopygus maculatus
- Rhabdopygus robustus
- Rhabdopygus rugipalpis
- Rhabdopygus termitarum